# Simrishamns tingsrätt
Simrishamns tingsrätt var en tingsrätt i Skåne län, före 1997 i Kristianstads län. Simrishamns tingsrätts domsaga omfattade Simrishamns kommun och Tomelilla kommun. Tingsrätten och dess domsaga ingick i domkretsen för Hovrätten över Skåne och Blekinge. Tingsrätten hade kansli i Simrishamn. 2001 uppgick tingsrätten och domsagan i Ystads tingsrätt och domsaga.

## Administrativ historik
Vid tingsrättsreformen 1971 bildades denna tingsrätt i Simrishamn från häradsrätten för Ingelstads och Järrestads domsagas tingslag med oförändrad domkrets. Från 1971 ingick områdena för Simrishamns, Tomelilla och Kiviks kommuner. Namnet var till 1974 Ingelstads och Järrestads tingsrätt. 1974 uppgick Kiviks kommun i Simrishamns kommun. Tingsrätten och domsagan uppgick 20 november 2001 i Ystads tingsrätt och domsaga.

## Lagmän
- 1971 Börje Lihné (tillförordnad)
- 1972-1976 Lars Ålund
- 1976-1981 John Matiasson
- 1982-1987 Gerhard Möller
- 1987–1998 Stig Iversen
- 1998-1999 Björn Inger
- 2000-2001 Björn Axel Molin (tillförordnad)